# Episodi di Gossip Girl (quinta stagione)
La quinta stagione della serie televisiva Gossip Girl è stata trasmessa sul canale statunitense The CW dal 26 settembre 2011 al 14 maggio 2012.
In Italia la quinta stagione viene trasmessa in prima visione assoluta dal 24 gennaio al 26 giugno 2012 sul canale pay Mya. Il dodicesimo episodio è andato in onda il 3 aprile al posto dell'undicesimo, trasmesso eccezionalmente il 7 aprile e poi in replica il 10. In chiaro la quinta stagione approda su Italia 1 dal 12 luglio 2012 al 14 agosto 2012.
| Nº | Titolo originale              | Titolo italiano               | Prima TV USA      | Prima TV Italia  |
| -- | ----------------------------- | ----------------------------- | ----------------- | ---------------- |
| 1  | Yes, Then Zero                | Preparativi di nozze          | 26 settembre 2011 | 24 gennaio 2012  |
| 2  | Beauty and the Feast          | La bella e la festa           | 3 ottobre 2011    | 31 gennaio 2012  |
| 3  | The Jewel of Denial           | Chi è il padre?               | 10 ottobre 2011   | 7 febbraio 2012  |
| 4  | Memoirs of an Invisible Dan   | Libro a sorpresa              | 17 ottobre 2011   | 14 febbraio 2012 |
| 5  | The Fasting and the Furious   | Ho bisogno di aiuto           | 24 ottobre 2011   | 21 febbraio 2012 |
| 6  | I Am Number Nine              | Sono il numero nove           | 7 novembre 2011   | 28 febbraio 2012 |
| 7  | The Big Sleep No More         | Sleep No More                 | 14 novembre 2011  | 6 marzo 2012     |
| 8  | All The Pretty Sources        | Festa di matrimonio           | 21 novembre 2011  | 13 marzo 2012    |
| 9  | Rhodes to Perdition           | Ricatti e segreti             | 28 novembre 2011  | 20 marzo 2012    |
| 10 | Riding In Town Cars With Boys | L'amore vero                  | 5 dicembre 2011   | 27 marzo 2012    |
| 11 | The End of The Affair?        | Fine di una storia?           | 16 gennaio 2012   | 7 aprile 2012    |
| 12 | Father and The Bride          | Il padre e la sposa           | 23 gennaio 2012   | 3 aprile 2012    |
| 13 | G.G.                          | G.G.                          | 30 gennaio 2012   | 17 aprile 2012   |
| 14 | The Backup Dan                | Luna di fiele                 | 6 febbraio 2012   | 24 aprile 2012   |
| 15 | Crazy, Cupid, Love            | Cuori infranti                | 13 febbraio 2012  | 1º maggio 2012   |
| 16 | Cross Rhodes                  | Cross Rhodes                  | 20 febbraio 2012  | 8 maggio 2012    |
| 17 | The Princess Dowry            | La dote della principessa     | 27 febbraio 2012  | 15 maggio 2012   |
| 18 | Con-Heir                      | Serata di beneficenza         | 2 aprile 2012     | 22 maggio 2012   |
| 19 | It Girl, Interrupted          | Una nuova It Girl             | 9 aprile 2012     | 29 maggio 2012   |
| 20 | Salon of the Dead             | La vera madre                 | 16 aprile 2012    | 5 giugno 2012    |
| 21 | Despicable B                  | Cattivissima B                | 23 aprile 2012    | 12 giugno 2012   |
| 22 | Raiders Of The Lost Art       | I predatori dell'arte perduta | 30 aprile 2012    | 19 giugno 2012   |
| 23 | The Fugitives                 | I fuggitivi                   | 7 maggio 2012     | 26 giugno 2012   |
| 24 | The Return of the Ring        | Il ritorno dell'anello        | 14 maggio 2012    | 26 giugno 2012   |

## Preparativi di nozze
- Titolo originale: Yes, Then Zero
- Diretto da: Mark Piznarski
- Scritto da: Joshua Safran

### Trama
Serena, Nate e Chuck passano l'estate a Los Angeles, la prima come assistente durante la produzione del film Belli e dannati, i secondi divertendosi tra donne e feste. Mentre Nate incontra una donna affascinante con la quale va a letto, Chuck abbraccia la filosofia di dire sempre sì a tutto, finendo in situazioni rischiose per la sua incolumità pur di non pensare al matrimonio di Blair. Durante il soggiorno a Los Angeles, Serena s'imbatte in Ivy, che è così costretta a fingere nuovamente di essere Charlie.
Intanto, Blair e Louis cominciano i preparativi per il loro matrimonio, ma il ragazzo acconsente a tutte le richieste della madre, compreso quale vestito fare indossare a Blair durante il matrimonio. Delusa da un comportamento così remissivo, la ragazza lo sfida ad andare contro la volontà materna e Louis decide di portarla con sé al galà dell'assemblea generale alle Nazioni Unite anche se la tradizione lo impedisce. Nel frattempo, Dan scopre che un capitolo del suo libro, avente come protagonista Blair, verrà pubblicato da Vanity Fair e chiede a Louis d'impedirlo: in questo modo il programma serale salta e Blair, credendo che il fidanzato abbia nuovamente preso le parti della madre, va da Dan a dirgli di portarla agli Hamptons per riflettere sul suo futuro. A casa del ragazzo, però, trova anche Louis, venuto a riferire di essere riuscito a impedire la pubblicazione del capitolo, e decide di restare con lui. Poco dopo, Dorota confessa alla ragazza di essere incinta, senza sapere che anche Blair aspetta un bambino.
- Guest star: Hugo Becker (Louis Grimaldi), Margaret Colin (Eleanor Waldorf), Elizabeth Hurley (Diana Payne), Jay McInerney (Jeremiah Harris), Ethan Peck (Assistente di David O. Russell), Brian J. Smith (Max), Zuzanna Szadkowski (Dorota), Joanne Whalley (Sophie Grimaldi), Zoë Bell (sé stessa).
- Significato del titolo: il titolo dell'episodio fa riferimento al film del 1987 Less Than Zero, arrivato in Italia come Al di là di tutti i limiti.
- Ascolti USA: telespettatori 1.410.000[4]

## La bella e la festa
- Titolo originale: Beauty and the Feast
- Diretto da: Mark Piznarski
- Scritto da: Sara Goodman

### Trama
Blair accompagna Dorota dal ginecologo e, a causa di alcune domande imbarazzanti fatte dalla ragazza, la cameriera capisce che anche lei è incinta. Intanto, Beatrice, la sorella di Louis, arriva in città per trovare un modo per costringere Louis ad abdicare al trono e diventare lei sovrana. Passando il pomeriggio con Blair, la ragazza si rende conto che la futura cognata corre spesso in bagno e si convince che sia bulimica. Per stare vicino a Blair, Louis sposta i festeggiamenti per l'Assunzione da Monaco a New York e, durante la festa, presenta alla futura sposa padre Cavalia, l'uomo che li sposerà e amante segreto di Beatrice. Anche Dan si presenta alla festa in cerca di Blair e l'accompagna in bagno a vomitare: la ragazza gli dice così di essere incinta, e anche Beatrice sente la sua confessione, ma tace la cosa, mentre Blair decide di tenere il bambino, pur non sapendo chi sia il padre.
Nel frattempo, Dan chiede l'aiuto di Chuck per entrare nel conto bancario di Vanessa e scoprire chi le paga gli assegni per il libro: il ragazzo si rende così conto che Chuck non prova più niente. Intanto, mentre Serena propone a Ivy di vivere insieme e tornare con lei a New York, portando la ragazza a lasciare il fidanzato Max senza alcuna spiegazione, Nate continua a pensare alla donna incontrata a Los Angeles e, scoperto che si chiama Diana Payne, accetta il posto nel settore marketing del giornale New York Spectator che la donna gli offre.
- Guest star: Hugo Becker (Louis Grimaldi), Elizabeth Hurley (Diana Payne), Marc Menard (Padre Cavalia), Roxane Mesquida (Beatrice Grimaldi), Brian J. Smith (Max), Zuzanna Szadkowski (Dorota).
- Significato del titolo: il titolo dell'episodio fa riferimento alla fiaba Beauty and the Beast, in italiano La bella e la bestia.
- Ascolti USA: telespettatori 1.340.000[5]

## Chi è il padre?
- Titolo originale: The Jewel of Denial
- Diretto da: Larry Shaw
- Scritto da: Amanda Lasher

### Trama
Mentre Blair ha il terrore di aprire la busta contenente il risultato del test di paternità, Dan regala il cagnolino Monkey a Chuck, grazie al quale ha scoperto il nome dell'editore del suo libro. Essendo lo stesso del suo vecchio mentore Noah Shapiro, il ragazzo si reca dall'uomo per chiedergli aiuto, ma Shapiro rivendica la paternità del romanzo. Nonostante tema di essere emarginato quando si scoprirà che è stato lui a scrivere il libro, Dan confessa agli editori di essere lui l'autore e scopre così che era tutta una messinscena di Shapiro per convincerlo a prendere una decisione. Intanto, Blair trova finalmente il coraggio di aprire la busta, scoprendo che il padre del suo bambino è Louis: quando glielo dice, il principe ne è felicissimo.
Nel frattempo, Serena torna in città con Charlie/Ivy, ma Lily, ricevuta una telefonata dalla sorella Carol che le chiede della figlia, decide di non mettersi in mezzo tra Carol e Charlie. Quest'ultima prende allora la risoluzione di tornare da Max a Los Angeles, ma viene convinta da Serena a seguire i suoi sogni e rimanere in città, facendo la modella per la sfilata di Jenny Packham. All'evento, oltre a esserci Lily, liberata in anticipo dagli arresti domiciliari, si presenta anche Carol, che intima ad Ivy di andarsene: la ragazza, però, la minaccia di raccontare alla polizia di essere stata assunta da lei per impersonare Charlie in modo da darle l'accesso al fondo fiduciario della figlia e quindi ai soldi di CeCe. Carol, sconfitta, torna in Florida.
Intanto, Diana vuole dare una svolta scandalistica allo Spectator e, per compiacerla, Nate ruba i cellulari di tutti i partecipanti alla sfilata tranne quelli di Dan e Blair.
- Guest star: Hugo Becker (Louis Grimaldi), Elizabeth Hurley (Diana Payne), Sheila Kelley (Carol Rhodes), David Patrick Kelly (Noah Shapiro), Zuzanna Szadkowski (Dorota).
- Significato del titolo: il titolo dell'episodio fa riferimento al film del 1985 The Jewel of the Nile, arrivato in Italia come Il gioiello del Nilo.
- Ascolti USA: telespettatori 1.260.000[6]

## Libro a sorpresa
- Titolo originale: Memoirs of an Invisible Dan
- Diretto da: Tate Donovan
- Scritto da: Amy B. Harris

### Trama
In occasione della presentazione di Inside, Dan riunisce genitori e amici per invitarli a partecipare e consegna loro una copia del romanzo. Tutti, però, rimangono arrabbiati o delusi dalla rappresentazione che Dan ha fatto di loro stessi nel libro: l'alter ego di Serena, Sabrina, è una bionda frivola, materialista ed egoista; Charlie Trout, ovvero Chuck, si suicida dopo essere rimasto solo; Derek, il personaggio di Nate, è una fusione con Eric e ha poco rilievo; Rufus è un marito trofeo sposatosi per denaro; Blair, rappresentata da Claire Carlisle, invece di essere descritta come manipolatrice è l'oggetto dell'amore del protagonista Dylan Hunter, con il quale va a letto. Quest'ultimo fatto mette in crisi il rapporto tra Blair e Louis, che crede sia accaduto davvero, ma alla fine il principe chiede scusa alla fidanzata. Dan, però, si ritrova solo ad affrontare la fama e le lodi della critica.
Intanto, Ivy scopre che è stato Nate a trovare il suo cellulare e si offre di aiutarlo a rintracciare la proprietaria. Diana, però, scopre la sua doppia identità e la obbliga a lavorare per lei allo Spectator.
- Guest star: Hugo Becker (Louis Grimaldi), Elizabeth Hurley (Diana Payne), Michael Michele (Jane), Marina Squerciati (Alessandra Steele), Zuzanna Szadkowski (Dorota).
- Significato del titolo: il titolo dell'episodio fa riferimento al film del 1987 Memoirs of an Invisible Man, arrivato in Italia come Avventure di un uomo invisibile.
- Ascolti USA: telespettatori 1.160.000[7]

## Ho bisogno di aiuto
- Titolo originale: The Fasting and the Furious
- Diretto da: Joe Lazarov
- Scritto da: Peter Elkoff

### Trama
In occasione dello Yom Kippur, Blair e Louis annunciano la gravidanza della ragazza alle famiglie; Sophie, però, vorrebbe che il piccolo nascesse e studiasse a Monaco, come tutti i Grimaldi, mentre Blair vorrebbe vivere la sua vita a New York. La ragazza, tuttavia, decide infine di accettare il volere della futura suocera e trasferirsi a Monaco: la notizia non rende felice Beatrice, che sperava che il fratello restasse a New York in modo da poter essere lei a salire al trono. In cambio dell'esclusiva su questa faida familiare, Diana, invitata ai festeggiamenti dello Yom Kippur a casa Waldorf, si allea con Beatrice e le due donne inseriscono in alcuni documenti cautelativi che Blair deve firmare una clausola secondo la quale, se la futura principessa non dovesse rispettare tutte le condizioni, perderebbe la custodia del figlio. Sophie, però, decide comunque di tenere la clausola, causando l'allontanamento di Louis, che quella sera trova nel cassetto della scrivania di Blair la busta del test di paternità.
Intanto, Gossip Girl sparge la notizia che una donna ha preso i cellulari degli invitati alla sfilata di Jenny Packham, mandando all'aria la messa online del sito dello Spectator con i pettegolezzi carpiti dai cellulari. Diana decide così di trovare qualcosa di nuovo per lanciare il sito e incarica Ivy di scovare uno scoop. La ragazza trafuga dalla cassaforte dei van der Woodsen i fascicoli a suo tempo redatti da Bart Bass sui membri della famiglia con l'aiuto di Nate, ma quest'ultimo le fa capire di star agendo a danno della sua stessa famiglia e Ivy gli promette che rimetterà tutto a posto; in realtà, consegna lo stesso i fascicoli a Diana, che toglie da quello di Bart una foto che la ritrae e la brucia prima di restituire il tutto a Ivy. Non avendo trovato nulla d'interessante nei fascicoli, Diana lancia il sito dello Spectator con la storia della faida familiare dei Grimaldi.
Nel frattempo, mentre Serena riesce a ottenere i diritti cinematografici di Inside, Chuck incontra la psicologa Eliza Barnes, che cerca di sedurre senza successo; grazie alla donna, però, capisce di aver bisogno di un aiuto psicologico per uscire dalla depressione.
- Guest star: Hugo Becker (Louis Grimaldi), Margaret Colin (Eleanor Waldorf-Rose), Elizabeth Hurley (Diana Payne), Roxane Mesquida (Beatrice Grimaldi), Michael Michele (Jane), K.K. Moggie (Eliza Barnes), Wallace Shawn (Cyrus Rose), Marina Squerciati (Alessandra Steele), Joanne Whalley (Sophie Grimaldi).
- Significato del titolo: il titolo dell'episodio fa riferimento alla serie di film The Fast and The Furious.
- Ascolti USA: telespettatori 1.360.000[8]

## Sono il numero nove
- Titolo originale: I Am Number Nine
- Diretto da: Andy Wolk
- Scritto da: Jake Colburn

### Trama
Inside arriva al nono posto nella classifica dei libri più venduti e Dan ha il primo incontro con Jane per la produzione del film, del quale scriverà lui stesso la sceneggiatura. Non riuscendo a trovare un compromesso con la donna, Dan rinuncia all'incarico e Serena gli promette che farà di tutto affinché il libro venga trasposto nel modo più fedele possibile; quando però la ragazza cerca di convincere Jane che Dan non è il ragazzo vanitoso e viziato che lei crede, viene estromessa dal progetto perché troppo coinvolta personalmente. Per far saltare il progetto, Serena accetta l'aiuto di Diana e la sua offerta di scrivere un blog, "S by S", per lo Spectator.
Intanto, Blair raduna Penelope, Jessica, Kati e Ivy per scegliere tra loro la sua damigella d'onore. Dopo una serie di prove, è Ivy a uscirne vincitrice superando l'ultima: baciare Nate. Nel frattempo, Chuck continua le sue sedute dalla dottoressa Barnes ed è tornato in parte sereno; Louis, però, insicuro dopo aver trovato il test di paternità, paga la donna affinché faccia tornare Chuck il mostro di un tempo e Blair non possa più innamorarsi di lui. Inizialmente la psicologa accetta, ma alla fine si tira indietro e restituisce la busta con il denaro; Chuck, però, assiste allo scambio e, al party dello Spectator, dice a Blair quello che ha fatto Louis, per poi andare alla gioielleria a restituire l'anello di fidanzamento che a suo tempo aveva comprato per Blair.
Diana, vedendo Nate e Ivy che si baciano al party di lancio dello Spectator, decide di rivelare a tutti la relazione tra lei e il ragazzo tramite il suo stesso giornale.
- Guest star: Hugo Becker (Louis Grimaldi), Elizabeth Hurley (Diana Payne), Michael Michele (Jane), K.K. Moggie (Eliza Barnes), Zuzanna Szadkowski (Dorota), Alice Callahan (Jessica), Amanda Setton (Penelope Shafai), Nan Zhang (Kati Farkas).
- Significato del titolo: il titolo dell'episodio fa riferimento al film del 2011 I Am Number Four, arrivato in Italia come Sono il Numero Quattro.
- Ascolti USA: telespettatori 1.260.000[9]

## Sleep No More
- Titolo originale: The Big Sleep No More
- Diretto da: Vince Misiano
- Scritto da: Dan Steele

### Trama
Grazie alla terapia Chuck è diventato un filantropo e si occupa di beneficenza; Blair, però, crede sia tutto uno stratagemma per riconquistarla e, approfittando dell'assenza di Louis, decide di dimostrare che il ragazzo è ancora lo stesso. Allo spettacolo sponsorizzato da Chuck Sleep No More, nel quale gli spettatori girano in maschera da una scena all'altra con gli attori, Blair provoca Chuck, che la bacia. Soddisfatta, Blair volta pagina per dedicarsi al suo matrimonio, sempre più sicura di aver scelto l'uomo giusto; in realtà, è stata Dorota a chiedere a Chuck di comportarsi in quel modo per far sì che Blair smettesse di pensare a lui.
Intanto, Diana continua nel suo piano per affondare Gossip Girl, mentre Serena incontra Max, l'ex di Ivy, venuto a New York per un colloquio di lavoro. Nate, confuso sulla sua relazione con Diana, cerca di avvicinarsi a Ivy, che prima lo respinge per non essere licenziata e poi lo bacia quando incrociano Max per strada. Gelosa, Diana fa sì che, durante lo Sleep No More, Ivy baci Max credendo sia Nate e Max baci Ivy credendo sia Serena: in questo modo, Nate torna da Diana credendo che Ivy abbia solo giocato con lui per far ingelosire il suo ragazzo, e una foto di Serena che aspetta invano Max viene pubblicata su Gossip Girl. La ragazza, che non voleva più tenere il suo blog, decide così di vendicarsi di Gossip Girl, che troppo spesso attacca persone che non possono difendersi, come sua cugina. Mentre Ivy viene licenziata dallo Spectator, tramite Gossip Girl Max scopre la doppia identità della sua ex.
Nel frattempo, Dan parte in tour per presentare Inside, ma torna a casa in anticipo sconfortato dalla quasi totale assenza di partecipanti. Nonostante Rufus lo incoraggi a perseverare, il ragazzo decide di rinunciare.
- Guest star: Elizabeth Hurley (Diana Payne), James Naughton (William van der Bilt), Brian J. Smith (Max), Zuzanna Szadkowski (Dorota).
- Significato del titolo: il titolo dell'episodio fa riferimento al film del 1946 The Big Sleep, arrivato in Italia come Il grande sonno.
- Ascolti USA: telespettatori 1.240.000[10]

## Festa di matrimonio
- Titolo originale: All The Pretty Sources
- Diretto da: Cherie Nowlan
- Scritto da: Austin Winsberg

### Trama
Mentre Serena, in qualità di damigella d'onore, organizza la festa di fidanzamento per Blair e Louis, il principe chiede scusa alla ragazza per il suo comportamento, ma, quando su Gossip Girl viene pubblicata la notizia che Blair aveva dei dubbi sulla paternità del figlio, sostiene che siano stati proprio gli amici della ragazza, falsi e traditori, a rivelarlo e dichiara alla fidanzata che riuscirà a dimostrarlo. Intanto, Nate riceve la visita del nonno William, che dà a Diana tre giorni per lasciare la direzione dello Spectator a Nate. Per salvare il suo posto di lavoro, la donna decide di distruggere definitivamente Gossip Girl: Nate si procura così la lista di tutte le persone che hanno mandato mail a Gossip Girl e la consegna a Serena per pubblicarla sul suo blog. Insieme, però, decidono di non farlo per non mettere in imbarazzo tutti i loro amici, e Nate riesce a convincere anche Diana a rinunciare; tuttavia, durante la festa di fidanzamento la lista viene pubblicata e Diana si prende la colpa, licenziandosi in modo da far subentrare Nate al suo posto come direttore. Blair, scoperto che l'unica altra persona a sapere dell'esistenza della lista era Louis e che quindi è stato lui a metterla online, resta molto delusa e si prende del tempo per pensare al loro rapporto. Scoperto da Serena che Chuck si è presentato alla festa pur non essendo stato invitato soltanto per recuperare Dan, che si era imbucato ubriaco, Blair va a casa del ragazzo per ringraziarlo.
Nel frattempo, Max si presenta da Lily in cerca di Ivy e quest'ultima, nel panico, spiega al ragazzo che il suo vero nome è Charlie Rhodes e che Ivy Dickens è un falso nome che sua madre l'aveva costretta a usare per non farla crescere con il peso del cognome Rhodes, che avrebbe portato gli altri a sfruttarla per denaro e ad avere dei pregiudizi nei suoi confronti. Chiarita la questione, Ivy offre a Max cinquantamila dollari per realizzare il suo sogno, ovvero aprire un ristorante a Portland; il ragazzo, però, scopre che Ivy ha mentito nuovamente e che non è la vera Charlie: per mantenere il segreto, le chiede cinquecentomila dollari.
- Guest star: Hugo Becker (Louis Grimaldi), Elizabeth Hurley (Diana Payne), James Naughton (William van der Bilt), Brian J. Smith (Max), Alice Callahan (Jessica), Amanda Setton (Penelope Shafai), Nan Zhang (Kati Farkas).
- Significato del titolo: il titolo dell'episodio fa riferimento al film del 2000 All The Pretty Horses, arrivato in Italia come Passione ribelle.
- Ascolti USA: telespettatori 1.350.000[11]

## Ricatti e segreti
- Titolo originale: Rhodes to Perdition
- Diretto da: Andrew McCarthy
- Scritto da: Natalie Krinsky

### Trama
Mentre si avvicinano i festeggiamenti per l'anniversario dello Studio 54, durante i quali CeCe sarà l'ospite d'onore, Max esce con Serena e minaccia Ivy di raccontare alla ragazza la verità se non avrà in fretta i suoi soldi: per poter prelevare una somma superiore a cinquantamila dollari dal fondo fiduciario, però, serve la firma di CeCe e Ivy riesce a convincere la donna a concedergliela dicendole che deve comprare un appartamento. Intanto, Serena, sentendo per sbaglio uno scambio di battute tra Lily e Carol, scopre che la ex di Max e sua cugina sono la stessa persona, e invita il ragazzo alla festa dello Studio 54 per un confronto: qui, Ivy racconta anche agli altri parenti la storia della doppia identità e dice che Max ha un video con cui la ricatta e che i soldi le servivano per pagarlo. Serena, profondamente delusa da lui, lo allontana.
Nel frattempo, Blair decide di passare una giornata con Chuck per scoprire il segreto del suo cambiamento e utilizzarlo anche su Louis per farlo tornare il principe del quale si era innamorata. Chuck confessa a Blair di aver ritrovato la serenità quando ha restituito l'anello di fidanzamento che aveva comprato per lei: così facendo, ha accettato definitivamente di averla persa e che era questa paura a farlo comportare nel modo sbagliato. Turbata dalle parole di Chuck, Blair comincia ad avere dei ripensamenti.
Intanto, mentre Dan scopre che la sua agente Alessandra Steele ha creato un gruppo di detrattori del suo libro per continuare a farne parlare in giro, Nate, diventato il nuovo direttore dello Spectator, viene a sapere che Maureen, moglie di suo cugino Trip, lo tradisce con un istruttore di vela. Dopo essersi confidato con il nonno, Nate decide di parlare con Trip prima di pubblicare la notizia e scopre così che è tutta una montatura messa in giro dalla stessa Maureen. Il ragazzo pubblica così sul sito dello Spectator un messaggio nel quale promette di pubblicare solo la verità.
- Guest star: Sheila Kelley (Carol Rhodes), Caroline Lagerfelt (Celia "CeCe" Rhodes), Robert Lupone (Dr. Krueger), James Naughton (William van der Bilt), Brian J. Smith (Max), Marina Squerciati (Alessandra Steele), Zuzanna Szadkowski (Dorota), Aaron Tveit (William "Trip" van der Bilt III).
- Significato del titolo: il titolo dell'episodio fa riferimento al film del 2002 Road to Perdition, arrivato in Italia come Era mio padre.
- Ascolti USA: telespettatori 1.320.000[12]

## L'amore vero
- Titolo originale: Riding In Town Cars With Boys
- Diretto da: Vincent Misiano
- Scritto da: Amanda Lasher

### Trama
Trip, invidioso che il nonno abbia scelto Nate come nuovo erede dei van der Bilt al suo posto, dice al cugino che è stato il nonno a dare a Maureen l'idea di fingere di avere un amante e, affrontando l'uomo, Nate scopre di essere stato assunto da Diana allo Spectator solo perché il nonno aveva comprato il giornale. Nel frattempo, mentre Dan, incoraggiato da Rufus, decide di dichiarare i suoi sentimenti a Blair, quest'ultima, tormentata dai paparazzi che fiutano odore di crisi tra lei e Louis, si rifugia a Brooklyn a casa di Dan per riflettere su chi scegliere; la ragazza chiama così Chuck per chiedergli se sarebbe disposto ad amare il figlio di un altro, ma il ragazzo la incoraggia a stare con il padre del suo bambino. Blair, afflitta, dice a Dan di voler essere felice e quella sera il ragazzo, rinunciando ai suoi sentimenti per lei, la porta alla festa per il debutto in società di Ivy, dove le fa incontrare Chuck: i due si chiariscono e decidono di stare insieme, ma Ivy, saputo da Nate che Max vuole vendere ai paparazzi presenti alla festa la sua storia, fa una soffiata a Gossip Girl dicendole dove si trovano Blair e Chuck nella speranza che l'accorrere della stampa rovini la festa. I due sono così costretti a scappare insieme in limousine, inseguiti dai giornalisti, e hanno un incidente in macchina nel quale Chuck cade in coma. Mentre Nate, che stava accompagnando i due amici su un'altra limousine, e Serena danno la colpa a Gossip Girl per l'accaduto, Ivy, sentendosi in colpa, confessa a Rufus di essere stata lei a fare la soffiata e scappa.
- Guest star: Hugo Becker (Louis Grimaldi), Elizabeth Hurley (Diana Payne), James Naughton (William van der Bilt), Brian J. Smith (Max), Zuzanna Szadkowski (Dorota), Aaron Tveit (William "Trip" van der Bilt III).
- Significato del titolo: il titolo dell'episodio fa riferimento al film del 2001 Riding in Cars with Boys, arrivato in Italia come I ragazzi della mia vita.
- Ascolti USA: telespettatori 1.280.000[13]

## Fine di una storia?
- Titolo originale: The End of The Affair?
- Diretto da: Michael Grossman
- Scritto da: Sara Goodman

### Trama
È la vigilia di Capodanno, è passata qualche settimana dall'incidente di Chuck e Blair e manca meno di un mese al matrimonio con Louis. Blair, dopo aver perso il bambino nell'incidente, si dedica con tutta sé stessa ai preparativi di nozze e si confida segretamente soltanto con Dan, l'unico a sapere che in ospedale ha promesso a Dio di sposare Louis e restare lontana da Chuck se quest'ultimo si fosse svegliato dal coma. Insospettito dalle continue fughe di Blair, Louis confessa a Chuck di temere che la futura sposa abbia un amante e il ragazzo, pensando sia Dan, comincia a seguirlo, scoprendo che lui e Blair si vedono di nascosto. Louis, Chuck e Serena concludono che i due abbiano una relazione, anche se in realtà Dan accompagna semplicemente Blair in chiesa. Alla festa per l'arrivo dell'anno nuovo, Serena parla con Blair, che le confessa del voto fatto, ma, visto che non vuole che si sappia, Serena dice a Chuck e Louis che Blair usciva con Dan per evitare che la famiglia scoprisse del ritorno di fiamma tra lei e il ragazzo. Chuck, però, non riesce a spiegarsi come mai Blair lo eviti e decide d'indagare per scoprirlo.
Nel frattempo, Lily è preoccupata per Charlie, che non si è fatta più sentire dall'incidente e se n'è andata senza salutare. Per sapere come sta, assume un investigatore che scopre che la ragazza non si è allontanata da New York, ma è alla Juilliard; recatasi lì con Rufus, i due incontrano la vera Charlotte Rhodes, soprannominata Lola, ma credono sia un'omonima e che l'investigatore si sia sbagliato.
Intanto, Nate riceve dei messaggi da un numero bloccato che lo spingono a indagare sull'incidente, scoprendo così che i freni della limousine erano manomessi e che la macchina sulla quale sono saliti Blair e Chuck era destinata a lui. Chiedendo al misterioso interlocutore come facesse a saperlo, scopre che si tratta di Gossip Girl, sparita dal web dopo l'incidente. A causa dell'assenza della blogger, tutte le segnalazioni sono state inviate a Serena, che decide di diventare la nuova Gossip Girl, ma di utilizzare le informazioni che le arrivano per fare del bene.
- Guest star: Hugo Becker (Louis Grimaldi), Ella Rae Peck (Charlotte "Lola" Rhodes).
- Significato del titolo: il titolo dell'episodio fa riferimento al film del 1999 The End of the Affair, arrivato in Italia come Fine di una storia.
- Ascolti USA: telespettatori 1.290.000[14]

## Il padre e la sposa
- Titolo originale: Father and The Bride
- Diretto da: Amy Heckerling
- Scritto da: Peter Elkoff

### Trama
Mentre Louis si trova a Monaco per l'addio al celibato, Serena e Beatrice organizzano l'addio al nubilato di Blair. Quest'ultima, in confessione, confida a padre Smithy, che in realtà è padre Cavalia, che prova ancora qualcosa per Chuck e di non volere padre Cavalia come confessore reale. Temendo di perdere il suo ruolo, Cavalia chiede l'aiuto di Beatrice per sabotare la festa di Blair lasciandola ubriaca e sola con Chuck per dimostrare che lei è ancora innamorata di lui e fermare le nozze. Alla festa il piano di Beatrice e Cavalia non va in porto, perché la ragazza viene arrestata dalla polizia per il possesso di uno spinello. La mattina seguente, Beatrice tronca la relazione con Cavalia, perché non vuole più complottare contro Blair, ma viene mandata in Africa. Cavalia si allea poi con Chuck per far saltare le nozze.
Intanto, Dan ha un incontro con l'editore per discutere del suo secondo libro e Serena deve lanciare il nuovo blog dello 'Spectator', che dovrebbe prendere il posto di Gossip Girl. Non volendo che le sue prospettive artistiche vengano condizionate dalla nuova relazione con Serena, Dan chiede alla ragazza di omettere dal suo primo blog il fatto che stiano insieme. Nel frattempo, Nate cerca di scoprire chi ha sabotato la sua limousine e chiede aiuto a Gossip Girl; la blogger, però, gli chiede in cambio di sospendere l'inaugurazione del nuovo blog di Serena. Quest'ultima, tuttavia, scopre che Nate l'ha fatto sotto richiesta di Gossip Girl e lancia il blog senza apportare i cambiamenti chiesti da Dan: il ragazzo viene quindi spinto dall'editore a scrivere un seguito di Inside. Nate e Serena hanno una furiosa lite a causa del fatto che Nate abbia scoperto che dietro l'incidente c'è Trip, cosa che Serena crede impossibile: la ragazza viene così licenziata e contatta Trip. Si scopre, però, che la lite e il licenziamento erano solo una strategia e Trip viene costretto a confessare e a costituirsi. La mattina dopo, Blair confessa a Serena di aver letto le promesse di matrimonio di Louis, dal quale si capisce che lui la ama profondamente e riesce a capirla, si scopre poi che le promesse sono state scritte da Dan e le dice che può rompere con Dan perché lei e Louis hanno risolto tutto: Serena, però, dice a Dan che Blair vuole che fingano di stare insieme fino al matrimonio.
- Guest star: Marc Menard (Padre Cavalia), Roxane Mesquida (Beatrice Grimaldi), James Naughton (William van der Bilt), Aaron Tveit (William "Trip" van der Bilt III).
- Significato del titolo: il titolo dell'episodio fa riferimento al film del 1950 Father of The Bride, arrivato in Italia come Il padre della sposa.
- Ascolti USA: telespettatori 1.110.000[15]

## G.G.
- Titolo originale: G.G.
- Diretto da: Mark Piznarski
- Scritto da: Joshua Safran

### Trama
È arrivato il giorno del matrimonio di Blair e Louis: Chuck, pur non essendo felice che Blair si sposi, vuole solo la sua felicità e sabota padre Cavalia affinché non rovini il matrimonio; tuttavia, il prete trova un nuovo alleato in Georgina, che si traveste per infiltrarsi alle nozze e sedurre Louis con l'intento di farsi scoprire da Blair. Nel frattempo, Eleanor si accorge che la figlia è molto nervosa e va da Chuck a chiedergli di venire al matrimonio per fermarlo perché, se Louis fosse davvero la persona giusta per Blair, quest'ultima dovrebbe essere molto tranquilla, come lo fu lei quando sposò Cyrus. A causa di Lily e Rufus il piano di Georgina fallisce, ma la ragazza assiste a un dialogo tra Blair e Chuck nel quale la sposa gli confessa di averlo sempre amato, e lo registra, dando poi la videocamera a Chuck per permettergli così di far saltare le nozze; il ragazzo, pur avendo saputo nel frattempo del voto di Blair da Serena, decide di non fare nulla, ma il video viene pubblicato da Gossip Girl e Blair fugge. Alla fine, però, le nozze si tengono lo stesso, ma durante il ricevimento, mentre Serena confessa a Dan di amarlo, Louis dice a Blair di aver fatto scrivere le promesse di matrimonio a Dan e di aver finto di perdonarla perché a legarli ora è solo un contratto: mentre d'ora in poi Blair dovrà fingere davanti a tutti di essere felice, nel privato sarà solo un'estranea per lui perché non la ama più. Resasi conto di aver fatto un grande sbaglio, Blair si allontana dal ricevimento con Dan, mentre si scopre che Georgina ha preso il posto di Gossip Girl.
- Guest star: Hugo Becker (Louis Grimaldi), Margaret Colin (Eleanor Waldorf), Marc Menard (Padre Cavalia), Ella Rae Peck (Charlie "Lola" Rhodes), Wallace Shawn (Cyrus Rose), John Shea (Harold Waldorf), Zuzanna Szadkowski (Dorota Kishlovsky), Michelle Trachtenberg (Georgina Sparks), Joanne Whalley (Sophie Grimaldi), Alice Callahan (Jessica), Nick Cornish (Philip), Erin Dilly (Organizzatrice), Max von Essen (?), Amanda Setton (Penelope Shafai),  Nan Zhang (Kati Farkas).
- Significato del titolo: il titolo dell'episodio fa riferimento al film del 1958 Gigi, arrivato in Italia con lo stesso titolo. Inoltre, richiama le iniziali della serie.
- Il sogno di Serena che apre l’episodio è un omaggio al noto film Gli uomini preferiscono le bionde del 1953 con Marilyn Monroe.
- Ascolti USA: telespettatori 1.390.000[16]g

## Luna di fiele
- Titolo originale: The Backup Dan
- Diretto da: David Warren
- Scritto da: Matt Whitney

### Trama
Mentre Nate approfondisce la conoscenza di Lola, Serena e Chuck si accorgono dell'assenza di Blair al ricevimento e, ricevuta una segnalazione che li informa della presenza della sposa all'Empire, la raggiungono, scoprendo che in realtà si tratta di Georgina, desiderosa di aiutarli nelle ricerche, ma solo perché vuole fare un nuovo scoop da pubblicare su Gossip Girl. Blair, intanto, raggiunge l'aeroporto con Dan per andare in Repubblica Dominicana, dove potrà divorziare anche senza il consenso di Louis. Mentre Dorota cerca il passaporto di Blair per portarglielo, la famiglia reale si avvale della televisione per ritrovare la sposa scomparsa: per non farsi riconoscere e in attesa dell'arrivo della domestica, Blair si rifugia in hotel con Dan. Qui vengono raggiunti da Chuck e Serena, informati dell'accaduto da Dorota, e da Georgina, che li ha pedinati: vedendola, a Serena cade la borsa, dalla quale esce la videocamera, e la ragazza si prende la colpa di aver mandato il video a Gossip Girl credendo che il vero colpevole sia Chuck, anche se in realtà è stato Dan. Poco dopo, grazie a un messaggio di Gossip Girl, la principessa Sophie trova Blair e le dice che, se divorzierà da Louis prima che sia passato un anno, la sua famiglia dovrà pagare la dote alla quale i Grimaldi avevano rinunciato e, essendo una somma cospicua, Eleanor potrebbe essere costretta a vendere la Waldorf Design. Anche se Chuck si offre di pagare la dote, perché non sopporterebbe l'idea di vedere Blair con un altro, Blair non vuole che la sua libertà venga comprata e, nonostante la madre sia disposta a vendere l'azienda, decide di tornare da Louis e partire con lui per la luna di miele.
- Guest star: Hugo Becker (Louis Grimaldi), Margaret Colin (Eleanor Waldorf), Nick Cornish (Philip), Ella Rae Peck (Charlie "Lola" Rhodes), Zuzanna Szadkowski (Dorota Kishlovsky), Michelle Trachtenberg (Georgina Sparks), Joanne Whalley (Sophie Grimaldi).
- Significato del titolo: il titolo dell'episodio fa riferimento al film del 2010 The Back-up Plan, arrivato in Italia come Piacere, sono un po' incinta.
- Ascolti USA: telespettatori 1.250.000[17]

## Cuori infranti
- Titolo originale: Crazy, Cupid, Love
- Diretto da: Matt Penn
- Scritto da: Austin Winsberg

### Trama
È il giorno di San Valentino e Blair torna dalla luna di miele seguita da una segretaria di Monaco che la sorvegli e le ricordi gli impegni ai quali deve partecipare in qualità di principessa. La ragazza decide di fare da Cupido tra Serena e Dan alla festa di ritorno alle superiori organizzata all'Empire, dove Dan scopre che Georgina è Gossip Girl. I tentativi di Blair, però, non hanno il risultato sperato: Dan la bacia davanti a Serena e Georgina, che scatta una foto, ma il ragazzo riesce a impedirle di pubblicarla, minacciando di dire a tutti che lei ha preso il posto di Gossip Girl. Georgina fa comunque vedere la foto a Chuck, che va a letto con Alessandra, l'agente di Dan.
Intanto, Ivy torna a New York per parlare con Lily, e Dan, trovatala nella hall dell'Empire, la porta alla festa per salutare Serena, dove Ivy incontra Lola: da alcuni discorsi, quest'ultima capisce che l'amica si sta spacciando per lei.
- Guest star: Ella Rae Peck (Charlotte "Lola" Rhodes), Zuzanna Szadkowski (Dorota Kishlovsky), Michelle Trachtenberg (Georgina Sparks), Nick Cornish (Philip), Marina Squerciati (Alessandra Steele).
- Significato del titolo: il titolo dell'episodio fa riferimento al film del 2011 Crazy, Stupid, Love, arrivato in Italia con lo stesso titolo.
- Ascolti USA: telespettatori 1.130.000[18]

## Cross Rhodes
- Titolo originale: Cross Rhodes
- Diretto da: John Terlesky
- Scritto da: Amy B. Harris

### Trama
Serena e Blair sono ai ferri corti per via del bacio con Dan, e Blair, per dimostrare all'amica che tra lei e il ragazzo c'è solo un'amicizia, decide di passare un'intera giornata con lui. La ragazza raggiunge così Dan all'Upright Citizens Brigade Theatre, dove un gruppo di attori deve rappresentare Inside; nel frattempo, Chuck intercetta la bozza del nuovo libro di Dan, Monarch of Manhattan, e la sostituisce con un plagio. A Lola viene assegnato il ruolo di Claire Carlisle, l'alter ego cartaceo di Blair, ma all'ultimo momento la ragazza non può più prendere parte alla rappresentazione e viene sostituita da Blair: grazie a un dialogo del libro, la ragazza capisce che Dan l'ama davvero e che anche lei prova qualcosa per lui. Serena, pur soffrendo, accetta la cosa, mentre Blair chiede a Chuck di lasciare stare Dan; il ragazzo manda così all'agente di Dan la vera bozza del libro, ma poco dopo riceve una mail di Gossip Girl che gli rivela che è stato proprio Dan a diffondere il video di lui e Blair al matrimonio.
Intanto, Lola riesce a contattare Ivy per sapere come mai finge di essere lei, ma la ragazza non le dà spiegazioni e chiama Carol per avvertirla che sua figlia non è in Michigan come le aveva detto, ma a New York. La donna arriva quindi in città, dove, insieme a Lily, viene chiamata all'ospedale perché la madre CeCe vi è stata ricoverata a causa di un embolo al polmone. Non sapendo che il tumore della donna fosse tornato, tutta la famiglia si ritrova alla clinica: qui si presentano anche Ivy, che aveva passato i mesi precedenti ad assistere CeCe senza dirlo a nessuno, e Lola. Lily, Rufus, Serena e Lola scoprono così della truffa architettata da Carol e Ivy: mentre Lola non vuole più avere a che fare con la madre e Ivy se ne va, CeCe ha un infarto poco prima dell'intervento e muore.
- Guest star: Sheila Kelley (Carol Rhodes), Caroline Lagerfelt (Celia "CeCe" Rhodes), Ella Rae Peck (Charlotte "Lola" Rhodes), Marina Squerciati (Alessandra Steele), Zuzanna Szadkowski (Dorota Kishlovsky).
- Significato del titolo: il titolo dell'episodio fa riferimento al film del 1986 Crossroads, arrivato in Italia come Mississippi Adventure.
- Ascolti USA: telespettatori 1.000.000[19]

## La dote della principessa
- Titolo originale: The Princess Dowry
- Diretto da: Andrew McCarthy
- Scritto da: Jake Coburn

### Trama
Nell'attico dei van der Woodsen si tiene la veglia in stile irlandese per CeCe, organizzata dalla donna quando era ancora in vita. Alla veglia si presentano anche William van der Woodsen, scelto come esecutore testamentario, Ivy e Lola: quest'ultima, portata lì da Nate per conoscere meglio Serena, decide di andarsene perché non desidera conoscere la famiglia che non ha voluto saperne di lei negli ultimi diciannove anni, pur essendo a conoscenza della sua esistenza. Georgina, però, imbucatasi alla veglia lasciando al marito Philip il sito di Gossip Girl da gestire durante la sua assenza, la convince a restare per scoprire come mai sua madre Carol ha voluto tenerla nascosta, visto che i soldi non sono un motivo sufficiente, e le consiglia di chiedere a William, che conosce molto bene le sorelle Rhodes fin dal liceo.
Nel frattempo, Cyrus trova un cavillo nel contratto prematrimoniale di Blair che potrebbe permettere alla ragazza di divorziare senza dover pagare la dote: per impedire che Blair finisca tra le braccia di Dan, Chuck chiede a Gossip Girl di pubblicare il vero mittente del video in modo da screditare il ragazzo agli occhi di Blair. Dan viene così scoperto, mentre la segretaria monegasca che è stata affiancata a Blair si offre di rimpiazzarla al fianco di Louis, ma Blair non dovrà mai parlare in pubblico dell'annullamento. La ragazza accetta l'accordo, ma Georgina, che ha sentito tutto, consiglia a Chuck di agire e di mandare, con il cellulare che lei ha rubato a Dan, la foto del bacio tra il ragazzo e Blair a Gossip Girl per impedire il divorzio: Philip, come aveva già fatto prima con il messaggio di Chuck, pubblica anche il nome del mittente, dando così la colpa a Dan. Blair scopre che non esiste nessun accordo con i Grimaldi e che era tutto un piano di Georgina e della segretaria per mandare la sua famiglia in rovina, visto che i reali hanno chiesto la dote dopo aver visto la foto. Mentre Georgina parte per Monaco, lasciando il sito di Gossip Girl a Serena, Blair dice a Chuck che il suo cuore non gli appartiene più e decide di rimanere con Dan.
Nel frattempo, dal testamento di CeCe si evince che la donna ha lasciato tutto il suo patrimonio, a parte poche cose, a Ivy, della quale conosceva la vera identità e che ha voluto ringraziare per esserle stata accanto negli ultimi mesi di vita. Mentre Carol, adirata, dice a William che potrebbe costringerlo a pagarle gli alimenti per Lola, della quale lui è il padre, Ivy, diventata proprietaria anche dell'attico dei van der Woodsen, caccia Lily e Rufus di casa.
- Guest star: William Baldwin (William van der Woodsen), Sheila Kelley (Carol Rhodes), Ella Rae Peck (Charlotte "Lola" Rhodes), Zuzanna Szadkowski (Dorota Kishlovsky), Michelle Trachtenberg (Georgina Sparks), Nick Cornish (Philip), Steven Hauck (Impiegato delle pompe funebri).
- Significato del titolo: il titolo dell'episodio fa riferimento al film del 2001 The Princess Diaries, arrivato in Italia come Pretty Princess.
- Ascolti USA: telespettatori 1.110.000[20]

## Serata di beneficenza
- Titolo originale: Con-Heir
- Diretto da: Joe Lazarov
- Scritto da: Annemarie Navar-Gill

### Trama
Dopo essere stati cacciati da casa da Ivy, Lily e Rufus vanno a vivere al loft insieme a Dan, ma la donna è decisa a impugnare il testamento di CeCe per avere quello che le spetta e cacciare Ivy, che intanto, pur essendo diventata ricca, si trova terra bruciata attorno perché nessuno vuole avere a che fare con lei. William le propone così di dare una festa in onore di CeCe e, in cambio del suo aiuto nei preparativi, vuole essere pagato, ma non dovrà dirlo a nessuno perché l'esecutore testamentario non può ricevere denaro dal beneficiario; Lola, però, sente William e Ivy prendere accordi e lo dice a Nate, che lo riferisce a Serena. Quest'ultima, avendo intanto ricevuto da Georgina il computer con la password per il blog di Gossip Girl, decide di rovinare la festa di Ivy pubblicando un post che rivela la cosa, ma così facendo rovina il piano dei genitori. Lola, però, decide di schierarsi dalla parte della sua famiglia, testimoniando che Ivy ha offerto dei soldi a William.
Intanto, Chuck viene a sapere da Lily che Jack gli ha donato il sangue durante l'intervento dopo l'incidente d'auto perché aveva rifiutato le altre trasfusioni di sangue. Il ragazzo chiama quindi lo zio in città per intitolargli un'ala dell'ospedale, del quale ha sovvenzionato le ristrutturazioni, ma scopre che Jack ha l'epatite C e non può quindi donare il sangue. Messo alle strette, l'uomo confessa che il sangue è di Elizabeth, la madre di Chuck; quest'ultimo chiede così a un investigatore di rintracciare la donna.
Nel frattempo, Nate deve incontrare un finanziatore per lo Spectator, ma a causa del post di Serena l'uomo si tira indietro e il ragazzo la licenzia. Mentre Serena riceve un messaggio dalla vera Gossip Girl, che rivuole indietro il suo blog, Nate riceve un'offerta da Diana. Intanto, Blair e Dan vanno a letto insieme per la prima volta, ma restano entrambi delusi e si chiedono se la loro attrazione non sia solo intellettuale: alla fine, però, i due fanno appassionatamente l'amore in ascensore.
- Guest star: William Baldwin (William van der Woodsen), Desmond Harrington (Jack Bass), Ella Rae Peck (Charlotte "Lola" Rhodes), Zuzanna Szadkowski (Dorota Kishlovsky), John Bolton (Bruce Caplan), Todd Gearhart (?).
- Significato del titolo: il titolo dell'episodio fa riferimento al film del 1997 Con Air, arrivato in Italia con lo stesso titolo.
- Ascolti USA: telespettatori 970.000[21]

## Una nuova It Girl
- Titolo originale: It Girl, Interrupted
- Diretto da: Omar Madha
- Scritto da: Amanda Lasher

### Trama
Serena continua a ricevere messaggi da Gossip Girl, che le intima di restituirle la password del blog: non volendo più essere al centro dell'attenzione della blogger, la ragazza decide di far prendere a Lola il suo posto come It Girl dell'Upper East Side, approfittando della gelosia che la cugina prova nei confronti di Diana, che ha scoperto essere la ex di Nate. Lola accetta di fare la modella per la sfilata d'intimo di Kiki de Montparnasse, ma durante l'evento Serena scopre che la cugina l'ha solo sfruttata per mettere fuori gioco Diana, che minacciava il posto di lavoro di Nate, e che non vuole far parte davvero dell'Upper East Side. Dopo essere stata contattata da un agente, però, Lola cambia idea e accetta di essere una It Girl, anche se Serena non lo vuole più.
Intanto, Blair riceve i documenti del divorzio, ai quali manca solo la sua firma; la ragazza, però, è titubante nel farlo perché ha sempre voluto essere una principessa e, una volta ottenuto il divorzio, non lo sarà più. Scopre anche che non è stata Georgina, come da accordi, a farle ottenere il divorzio, ma Chuck, che ha pagato la sua dote. Nel frattempo il ragazzo scopre che sua madre si trova in Tibet, ma l'investigatore lo diffida dal cercare di contattarla perché non sa come potrebbe reagire. Senza sapere cosa fare, Chuck parla con Blair, l'unica persona a essergli stata accanto due anni prima quando Elizabeth era arrivata a New York, ma la ragazza pensa che abbia secondi fini. Alla fine, mentre Blair firma i documenti del divorzio grazie a Dan, che le fa capire di essere ancora la Queen B, l'investigatore dice a Chuck di aver contattato sua madre, che ha negato di essere stata lei a donargli il sangue.
Nel frattempo, Rufus parla con Ivy, che accetta di restituire l'appartamento in cambio di un assegno e dello scongelamento dei beni; tuttavia Lily inganna la ragazza, facendole credere che ci sia un assegno per lei in banca, e, non appena Ivy esce di casa, si riprende l'appartamento. Rufus, rimasto molto deluso dal comportamento della moglie, che ha ingannato anche lui, resta invece al loft.
- Guest star: Elizabeth Hurley (Diana Payne), Ella Rae Peck (Charlotte "Lola" Rhodes), Zuzanna Szadkowski (Dorota Kishlovsky), David A. Gregory (Aiden), Aaron Schwartz (Vanya), Kevin Stapleton (Andrew Tyler).
- Significato del titolo: il titolo dell'episodio fa riferimento al film del 1999 Girl, Interrupted, arrivato in Italia come Ragazze interrotte.
- Ascolti USA: telespettatori 980.000[22]

## La vera madre
- Titolo originale: Salon of the Dead
- Diretto da: Norman Buckley
- Scritto da: Natalie Krinsky

### Trama
Mentre Blair e Dan decidono di debuttare come coppia organizzando un salotto letterario al loft del ragazzo, Lola ha un provino importante, che viene però disdetto a causa di un post di Gossip Girl che la definisce altezzosa. La ragazza comincia così a sospettare che ci sia Serena dietro il blog e parla a Nate dei suoi sospetti; il ragazzo, però, non le crede e racconta tutto a Serena. Quest'ultima, intanto, sente Diana parlare al telefono con Jack della donazione di sangue che lei ha fatto per Chuck e comincia a indagare, imbucandosi al salotto di Blair e Dan per parlare con la donna. All'evento si presentano anche, non invitati, Lola, che vuole dimostrare a Nate di avere ragione, Nate e Chuck. La ragazza segue Serena e Diana in un angolo del loft e manda in diretta su Gossip Girl il dialogo tra le due, durante il quale Diana confessa di essere la madre di Chuck. Il ragazzo rimane turbato e le chiede spiegazioni: Diana gli racconta di essere rimasta incinta molto giovane, quando era l'amante di Bart mentre lui era sposato con Elizabeth. Essendo coinvolta in brutti affari e visto che Elizabeth non poteva avere figli, Diana lasciò Chuck alla coppia, scomparendo dalla città; nel frattempo, Lola decide di smettere di essere una It Girl e lasciare l'Upper East Side.
Parallelamente, Lily cerca di riavvicinarsi a Rufus e gli propone di vendere l'attico per comprare un nuovo appartamento tutto per loro; poco dopo, però, la donna scopre che il marito ha pagato il soggiorno in albergo a Ivy Dickens per tutto quel tempo e gli blocca le carte di credito.
- Guest star: Elizabeth Hurley (Diana Payne), Ella Rae Peck (Charlotte "Lola" Rhodes), Aaron Schwartz (Vanya), Zuzanna Szadkowski (Dorota Kishlovsky).
- Significato del titolo: il titolo dell'episodio fa riferimento al film del 2004 Shaun of the Dead, arrivato in Italia come L'alba dei morti dementi.
- Ascolti USA: telespettatori 1.064.000[23]

## Cattivissima B
- Titolo originale: Despicable B
- Diretto da: David Warren
- Scritto da: Austin Winsberg

### Trama
Grazie all'intervento di Lily, che paga l'infermiera della madre per farla testimoniare contro Ivy, il testamento di CeCe viene annullato. Per festeggiare e contemporaneamente dimostrare alla stampa che la famiglia è molto unita e non in guerra per i soldi, Lily organizza una cena alla quale invita un giornalista del New York Social Diary. Serena telefona quindi al padre per invitarlo, ma l'uomo le dice di non riuscire a venire; poco dopo, però, la ragazza vede William a pranzo con Lola, alla quale l'uomo ha appena raccontato di essere suo padre. Saputo da Nate che quel mattino la cugina ha incontrato il padre per la prima volta, Serena capisce che Lola è la sua sorellastra e racconta tutto alla madre: durante la cena, alla quale partecipano Lily, Serena, Carol, William e Lola, Lily rivela il tradimento compiuto dal marito quando erano ancora sposati e la frode organizzata da Carol, che viene arrestata grazie alla testimonianza fornita da Ivy, che per la sua collaborazione viene invece scagionata. Rufus, però, decide di allontanarsi definitivamente dalla moglie, diventata uguale a CeCe e, mentre Ivy strappa l'assegno da un milione datole da Lily come ringraziamento, la donna riesce a ottenere, grazie a William, anche l'eredità di Carol. Lola chiede a Serena di aiutarla a far uscire la madre di prigione, ma la ragazza la caccia: poco prima di andarsene, Lola ruba alla sorellastra il foglietto lasciatole da Georgina con la password di Gossip Girl.
Intanto, Dan deve ricevere il premio Young Lions Fiction Award dalla New York Public Library e Blair, non volendo vivere un'altra relazione all'ombra di un uomo, attira i riflettori su di sé al cocktail party in onore del ragazzo annunciando che farà una donazione per favorire l'istruzione dei bambini. Poco dopo, la ragazza confessa a Dan le proprie paure e che vuole ritrovare la sua identità.
Nel frattempo, Nate scopre che dietro i finanziamenti di Diana allo Spectator c'è Jack Bass e, dopo aver saputo che Diana Payne è un nome falso comparso solo tre anni prima, comincia a indagare sulla donna, chiedendo parallelamente a Elizabeth di fargli pervenire qualcosa che dimostri che lei è la madre di Chuck. La donna gli manda una foto di lei incinta poco prima di partorire, confutando così l'affermazione di Diana che Elizabeth fosse sterile: Chuck, però, nota che nella stanza d'ospedale con Elizabeth c'è lo zio e comincia a sospettare che le bugie di Diana vogliano in realtà nascondere che è figlio di Jack Bass.
- Guest star: William Baldwin (William van der Woodsen), Elizabeth Hurley (Diana Payne), Sheila Kelley (Carol Rhodes), Ella Rae Peck (Charlotte "Lola" Rhodes), Kevin Stapleton (Andrew Tyler), Zuzanna Szadkowski (Dorota Kishlovsky).
- Significato del titolo: il titolo dell'episodio fa riferimento al film d'animazione del 2010 Despicable Me, arrivato in Italia come Cattivissimo me.
- Ascolti USA: telespettatori 990.000[24]

## I predatori dell'arte perduta
- Titolo originale: Raiders of the Lost Art
- Diretto da: Bart Wenrich
- Scritto da: Jake Coburn

### Trama
Lola porta il biglietto con la password del blog a Nate, dimostrandogli così che Serena è davvero Gossip Girl come diceva lei. I due decidono di aiutare Chuck a decifrare il codice con il quale è scritta l'agenda di Diana, rubata da Nate, e chiedono l'aiuto anche di Blair, che accetta volentieri per ritrovare la vera sé stessa. Lola coinvolge anche Serena dicendole che Diana è alleata con Gossip Girl per distruggerla e le suggerisce di aiutarli con l'agenda per scoprire il segreto con il quale Gossip Girl minaccia la donna; in realtà Serena è in combutta con Diana e le conferma che l'agenda ce l'ha Nate, come la donna già sospettava, e accetta di sottrarla agli amici in cambio del numero di cellulare di Gossip Girl. La ragazza riesce nell'intento, venendo però subito scoperta, e, quando viene a sapere che stanno facendo tutto per aiutare Chuck a capire se Jack è suo padre, si schiera dalla loro parte. Sfogliando l'agenda Blair si accorge che ogni primo sabato del mese Diana ha lo stesso appuntamento e, grazie a Dorota, riesce a trovare la chiave di lettura e decifrare la scritta, che si rivela essere un numero di telefono. Telefonando, il gruppo scopre che quella sera, che è proprio il primo sabato del mese, c'è un evento a casa Vardin nella tenuta Briarcliff e si reca là, ritrovandosi in un sex club. Mentre cercano Jack per la casa, Diana scopre la loro presenza dalle telecamere di sicurezza e inscena una retata della polizia per far allontanare tutti, ma Nate e Lola la trovano, scoprendo che il suo vero nome è India e che gestisce un giro di prostituzione. Serena decide di pubblicare la notizia su Gossip Girl per smascherare Diana e cacciarla dallo Spectator come vuole Nate, ma il suo portatile viene rubato nel corso della serata dalla vera blogger, avvertita da Nate e Lola, che fanno capire a Serena di essere diventata peggiore della vera blogger perché attaccava delle persone innocenti. Mentre tutti tornano a casa, Chuck resta alla villa ormai vuota, dove trova il padre Bart, ancora vivo.
Intanto, Dan ha il blocco dello scrittore e, per aiutarlo, la sua agente lo indirizza verso una sua amica, che gli offre di passare l'estate a Roma all'Istituto di arte e letteratura. Temendo che Blair, passando le vacanze da sola, possa tornare con Chuck, il ragazzo rifiuta la proposta.
- Guest star: Desmond Harrington (Jack Bass), Elizabeth Hurley (Diana Payne), Ella Rae Peck (Charlotte "Lola" Rhodes), Zuzanna Szadkowski (Dorota Kishlovsky), Caprice Benedetti (Lucia Gallo), Kelly Briter (Josephine), Marina Squerciati (Alessandra Steele).
- Significato del titolo: il titolo dell'episodio fa riferimento al film del 1981 Raiders of the Lost Ark, arrivato in Italia come I predatori dell'arca perduta.
- Ascolti USA: telespettatori 1.020.000[25]

## I fuggitivi
- Titolo originale: The Fugitives
- Diretto da: Andy Wolk
- Scritto da: Matt Whitney

### Trama
Bart spiega a Chuck di essersi finto morto perché l'incidente stradale che ebbe tre anni prima fu causato da un suo potente rivale in affari e che ha intenzione di ripartire presto per non mettere la sua famiglia in pericolo. Il ragazzo, deciso a non perdere nuovamente il padre, chiede a Diana l'identità dell'uomo, promettendole che il suo secondo lavoro non verrà allo scoperto e che la lascerà partire. Nate e Lola, però, ignari del motivo per cui Chuck stia lasciando andare la donna pur dopo quello che ha fatto, rivelano il segreto di Diana, facendo così saltare l'accordo sul nascere. Chuck riesce comunque a sapere il nome dell'uomo e, con l'aiuto di Blair, gli tende un'imboscata all'hotel dove incontrerà due prostitute, che sono in realtà Ivy e Lola. Il piano salta per colpa di Andrew Tyler, il detective privato dei Bass, che dice alle due ragazze che sono state scoperte e che devono portarlo da Bart; arrivato alla villa, Tyler confessa di essere stato lui a causare l'incidente perché il rivale di Bart l'aveva minacciato: l'uomo viene arrestato e Bart può così uscire allo scoperto senza timori. Mentre Diana lascia la città con l'aiuto di Nate, Gossip Girl comincia a pubblicare le pagine del diario segreto di Blair.
Nel frattempo, Blair convince Dan a rivalutare l'opportunità di partire per Roma e il ragazzo le propone di andare con lui. Blair accetta, ma la coppia deve prima sottoporsi a un colloquio con un ex allievo dell'Istituto d'arte e letteratura. La ragazza, però, si allontana con una scusa prima dell'arrivo dell'uomo per aiutare Chuck a incastrare il rivale di Bart, e Serena, fingendosi lei, sostiene il colloquio al posto suo, passandolo. Quando l'ex allievo se ne va, Dan scopre che Blair non si trova da Eleanor come gli aveva detto Serena e, volendo spiegazioni, la ragazza gli confessa che si trova con Chuck e che Bart è ancora vivo.
- Guest star: Vincenzo Amato (Emilio Pivano), Robert John Burke (Bart Bass), Margaret Colin (Eleanor Waldorf), Elizabeth Hurley (Diana Payne), Ella Rae Peck (Charlotte "Lola" Rhodes), Kevin Stapleton (Andrew Tyler), Zuzanna Szadkowski (Dorota Kishlovsky), Kaylee DeFer ( Ivy Dickens)
- Significato del titolo: il titolo dell'episodio fa riferimento al film del 1993 The Fugitive, arrivato in Italia come Il fuggitivo.
- Ascolti USA: telespettatori 830.000[26]

## Il ritorno dell'anello
- Titolo originale: The Return of the Ring
- Diretto da: J. Miller Tobin
- Scritto da: Sara Goodman

### Trama
Gossip Girl pubblica sul suo blog una pagina del diario di Blair nella quale la ragazza confessa di essere incerta sui suoi sentimenti per Dan; il ragazzo le dice quindi di fare la sua scelta tra lui e Chuck entro quella sera e di comunicargli la sua decisione alla festa di divorzio degli Shepherd. Blair, infuriata con Serena, responsabile di aver fornito le pagine di diario alla blogger, caccia di casa l'amica, che decide di vendicarsi. Quella sera, alla festa, Serena fa credere a Dan che con Blair sia tutto finito e che lei abbia scelto Chuck; i due fanno l'amore, ma poco dopo il ragazzo scopre che Serena si è inventata tutto e l'allontana in malo modo. Nel frattempo, Eleanor trasferisce alla figlia la Waldorf Design e le fa capire che ama ancora Chuck; Blair raggiunge quindi il ragazzo all'Empire per confessargli i suoi sentimenti, ma Chuck la respinge perché il padre lo ha appena estromesso dalle industrie Bass a causa dei gesti avventati che ha fatto per Blair, come pagarle la dote.
Una settimana dopo, Chuck parte alla ricerca di Jack per chiedere il suo aiuto contro Bart e Nate offre a Lola di vivere con lui; la ragazza, prima di partire in tournée, trasferisce l'eredità della madre a Ivy facendole promettere di vendicarsi di Lily al posto suo. Serena, allontanata da tutti, ricomincia a drogarsi; Dan parte per la Toscana insieme a Georgina per scrivere un romanzo scandaloso sull'Upper East Side; Nate riceve da Diana un video nel quale si vede Gossip Girl incappucciata che ruba il portatile di Serena; Lily, dovendo annullare uno dei suoi matrimoni, sceglie di stare con Bart; Blair raggiunge Chuck a Montecarlo e gli promette di combattere per il loro amore.
- Guest star: William Baldwin (William van der Woodsen), Robert John Burke (Bart Bass), Margaret Colin (Eleanor Waldorf), Desmond Harrington (Jack Bass), Sheila Kelley (Carol Rhodes), Ella Rae Peck (Charlotte "Lola" Rhodes), Zuzanna Szadkowski (Dorota Kishlovsky), Alice Callahan (Jessica), Michelle Trachtenberg (Georgina Sparks), Aaron Schwartz (Vanya), Amanda Setton (Penelope Shafai), Nan Zhang (Kati Farkas).
- Significato del titolo: il titolo dell'episodio fa riferimento al film del 2003 The Lord of the Rings: The Return of the King, arrivato in Italia come Il Signore degli Anelli - Il ritorno del re.
- Ascolti USA: telespettatori 1.140.000[27].